# Partita para violín solo n.º 2, BWV 1004

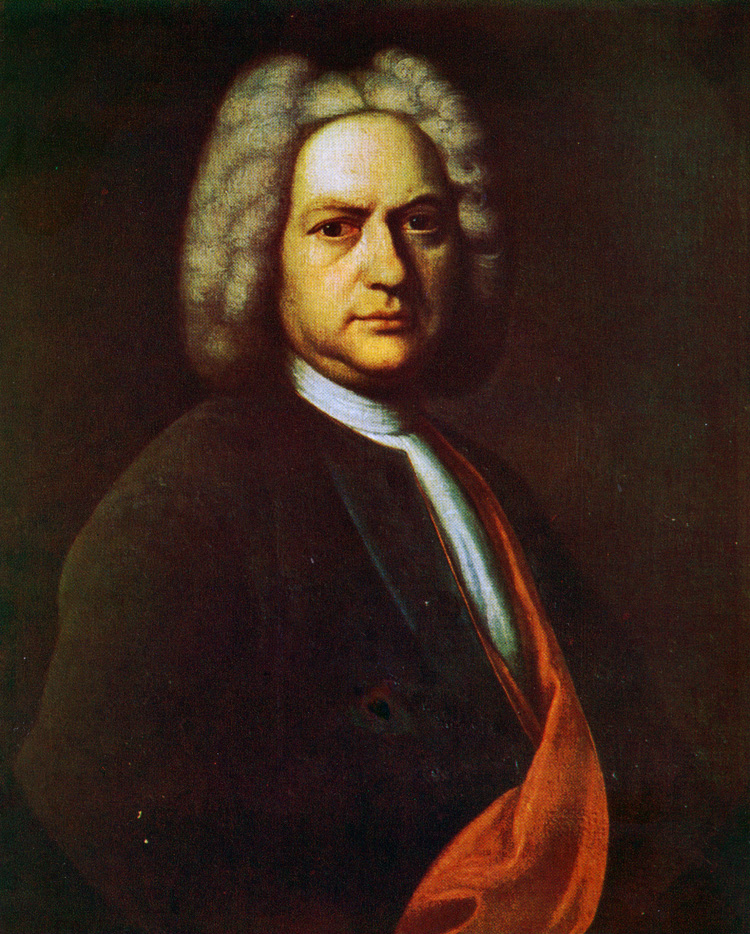
Bach hacia 1720.

La Partita para violín solo n.º 2, BWV 1004 en re menor es una partita compuesta para violín solo por Johann Sebastian Bach en 1720. Es la cuarta de las seis Sonatas y partitas para violín solo.

## Historia

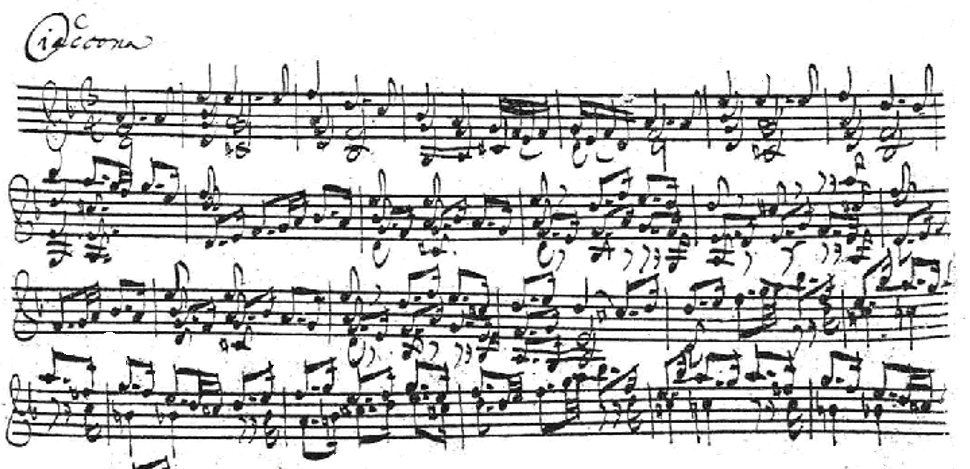
Inicio de la Chacona en la partitura autógrafa.

Esta pieza pertenece al conjunto Sonatas y partitas para violín solo, BWV 1001-1006 cuya composición se inició alrededor de 1703 en Weimar y terminó la serie completa alrededor de 1720, mientras el compositor ocupaba el puesto de Kapellmeister o maestro de capilla en Köthen. Se trata de una pieza de los primeros tiempos del maestro alemán. 
Junto a los 24 Caprichos para violín solo de Niccolò Paganini y las seis Suites para violonchelo solo de Bach, sus Sonatas y partitas para violín solo destacan entre sus comparativamente escasos hermanos como música magnífica escrita para un instrumento de cuerda sin acompañamiento. Aunque también representan el cenit de la escritura polifónica para un instrumento que no es de teclado, las Sonatas y partitas de Bach también tuvieron una importancia crucial en el desarrollo de la técnica violinística. Con su colosal alcance, sus enormes exigencias técnicas y su complejidad musical, y a pesar de su impresionante intensidad intelectual, estas creaciones superaron con creces todo lo que las había precedido, incluidas las Partitas para violín solo de Paul von Westhoff (1696) y varias obras solistas comparables de Heinrich Ignaz Biber, Johann Georg Pisendel y otros. Parece muy probable que los virtuosos Pisendel o Jean-Baptiste Volumier de Dresde, o más probablemente Joseph Spiess, el Konzertmeister de Köthen, hubieran sido los primeros intérpretes en intentar estas obras excepcionalmente desafiantes. Todas las obras suenan como si hubieran sido escritas para una era de virtuosismo instrumental que aún quedaba lejos en el futuro.

## Estructura y análisis
La pieza consta de los siguientes movimientos:
- I. Allemande
- II. Courante
- III. Sarabande
- IV. Gigue
- V. Chaconne

La interpretación de la obra dura unos 28 minutos. Mientras las sonatas de esta colección se limitan a cuatro movimientos (lento-rápido-lento-rápido, como la primera sonata da chiesa), las partitas son, por lo general, más extensas y tienen un diseño formal poco ortodoxo (tal vez por su título genérico más amplio), así como por el carácter más exploratorio e improvisatorio de la música, aunque se trate de secuencias de danzas barrocas. Esta impresionante y elocuente partita parece seguir en su mayor parte el esquema convencional de la suite barroca: Alemanda, una Courante, una Sarabanda y una Gigue. Sin embargo, esta obra concluye con el movimiento único más laberíntico e intelectualmente poderoso jamás concebido para un instrumento de cuerda sin acompañamiento, la famosa Chacona de Bach. Es la más conocida de las seis obras para violín solo de Bach por su Ciaccona brillantemente sostenida, imaginativamente variada y arquitectónicamente magnífica. En todos los movimientos el bajo (más o menos escondido) comienza igual (después cada movimiento se desarrolla de distinta forma, pero siempre comienza igual): RE-DO#-RE-sol-la-RE.

### I.Allemande
La Allemande seria y decidida, abre la pieza inesperadamente libre de la multiplicidad de acordes. Al igual que la Partita para violín solo n.º 1, BWV 1002, comienza con una Alemanda que a primera vista puede parecer un poco falta de genialidad. Este movimiento, junto con la Corrente y la Giga siguientes, progresa en una única línea melódica continua, en la que la armonía proporcionada por la parada múltiple está casi totalmente ausente.
En la transcripción numérica del primer compás aparecen cifras cuya suma es 81, resultado de 40 (María) más 41 (Bárbara), su primera esposa, y en el segundo 158, suma de 58 (Johann), 86 (Sebastian) y 14 (Bach). La búsqueda de nuevos enigmas en las partitas continúa.
Numerología
| A | B | C | D | E | F | G | H | I/J | K  | L  | M  | Ñ  | O  | P  | Q  | R  | S  | T  | U/V | W  | X  | Y  | Z  |
| - | - | - | - | - | - | - | - | --- | -- | -- | -- | -- | -- | -- | -- | -- | -- | -- | --- | -- | -- | -- | -- |
| 1 | 2 | 3 | 4 | 5 | 6 | 7 | 8 | 9   | 10 | 11 | 12 | 13 | 14 | 15 | 16 | 17 | 18 | 19 | 20  | 21 | 22 | 23 | 24 |

| DO | DO# | REb | RE | RE# | MIb | MI | FA | FA# | SOLb | SOL | SOL# | LAb | LA | LA# | SIb | SI |
| -- | --- | --- | -- | --- | --- | -- | -- | --- | ---- | --- | ---- | --- | -- | --- | --- | -- |
| C  | Cis | Des | D  | Dis | Es  | E  | F  | Fis | Ges  | G   | Gis  | As  | A  | Ais | B   | H  |
| 3  | 30  | 27  | 4  | 31  | 23  | 5  | 6  | 33  | 30   | 7   | 34   | 19  | 1  | 28  | 2   | 8  |

Si hallamos la correspondencia entre las notas de los dos primeros compases y las cifras con la que se ha relacionado cada una, nos dará el resultado de 81 en el primer compás y 158 en el segundo.
| M  | A | R  | I | A | B | A | R  | B | A | R  | A | Total |
| -- | - | -- | - | - | - | - | -- | - | - | -- | - | ----- |
| 12 | 1 | 17 | 9 | 1 | 2 | 1 | 17 | 2 | 1 | 17 | 1 | 81    |

| J | O  | H | A | N  | N  | S  | E | B | A | S  | T  | I | A | N  | B | A | C | H | Total |
| - | -- | - | - | -- | -- | -- | - | - | - | -- | -- | - | - | -- | - | - | - | - | ----- |
| 9 | 14 | 8 | 1 | 13 | 13 | 18 | 5 | 2 | 1 | 18 | 19 | 9 | 1 | 13 | 2 | 1 | 3 | 8 | 158   |

La fecha de la muerte de la mujer coincide con la época en la que compuso esta partita. Se produjo el mito de que estaba dedicada a su esposa, pero no quedó ninguna constancia de ello. En el siglo XX se intentó desligar esta concepción de su obra, pero la musicóloga Helga Thoene descubrió que Bach escribió sus nombres, lo que confirma que estaba dedicada a ella.

### II.Courante
La Courante, alegre y juguetona, es bastante rápida, en compás de 3/4, y alterna tresillos y corchea con puntillo-semicorchea, tan presente en las oberturas francesas. También emplea (como en todos los movimientos) la melodía compuesta o polifónica, en la que una sola línea melódica crea la ilusión de dos o más voces simultáneas.

### III.Sarabande
La Sarabande, con sus pasajes ricamente acordales, da la impresión hasta cierto punto ilusoria de una mayor complejidad. Es el movimiento más "íntimo" y sombrío (muy alejada para esta época de sus orígenes mucho más salvajes) y da la sensación de ritmos libres y complejidad armónica y melódica con acordes disminuidos. Está escrita en compás de 3/4. En cada uno de estos bailes (Allemanda, Courante, Sarabande y Gigue) se presenta la típica forma binaria (dos mitades, cada una repetida), aunque con un carácter más oscuro que la norma, pero la Sarabanda termina, inusualmente, con un poco de coda.

### IV.Gigue
La Gigue, rápida y elegante, contrasta con el tempo del movimiento anterior. Esta Giga es de estilo italiano, que es más rápida y ágil que la de estilo francés. Está escita en compás de 12/8, todo el movimiento está formado por semicorcheas y Bach juega con los contrastes, tanto con la melodía compuesta como con la repetición de una frase primero en forte y después en piano (dinámica).

### V.Chaconne
El quinto y último movimiento es la célebre Chacona, originalmente "Ciaccona" que destaca por su duración y dificultad técnica. Su duración supera los 15 minutos, con lo cual es más larga que el resto de movimientos de la partita juntos. A menudo se interpreta como un movimiento independiente y también ha sido ampliamente transcrita para otros instrumentos. Consta de tres partes. Las dos monumentales secciones exteriores en modo menor enmarcan un episodio central en modo mayor, a saber: re menor, re mayor y re menor de nuevo. Esta gran estructura abarca todos los aspectos de la técnica violinística y el ingenio contrapuntístico que se conocían en la época de Bach. Adopta la forma de tema con variaciones construida sobre un tema noble y declamatorio cruda frase abierta de cuatro compases que se escucha al principio. Sobre este tema Bach desarrolla 64 variaciones continuas, explorando una deslumbrante e intrincada gama de posibilidades armónicas. Se trata de un movimiento de insondable sutileza, asombroso virtuosismo y gran belleza expresiva y arquitectónica. Bach parece haberse impuesto retos incalculables, sosteniendo su Chacona con una sección en tonalidad mayor, diversidad rítmica y un caleidoscopio de recursos técnicos que sobrepasan los límites y en resumen el arte violinístico barroco.
Martin Zenck en La reinterpretación de Bach en los siglos XIX y XX dice: "La concepción bachiana de la música en la «Ciaccona» (BWV 1004, V) es una disciplina matemática (como en el quadrivium); utiliza un total de 257 compases, esto es, el modelo de bajo de cuatro compases elevado a la cuarta potencia (=256) más un compás final sobre el Re abierto." De esta manera, allí donde no hay variación de un tema determinado, incluso se respeta, armónica y melódicamente, el orden y la estructura de cuatro compases. 
Helga Thoene sugiere que la partita y en especial la chacona final fue escrita en memoria de su primera esposa Maria Barbara Bach, que había muerto el 17 de julio de 1720, por añadidura, en ausencia del compositor, quien a la sazón se hallaba de viaje. De ahí que sea considerada un tombeau (o lamento), si bien esta teoría es controvertida. Esta chacona ya era muy conocida gracias a las opiniones de Brahms, pero a partir de los recientes estudios de Helga Thoene ha adquirido una nueva interpretación. Tras analizar la partitura encontró que en ella se suceden varias melodías pertenecientes a corales luteranos, ordenados según un significado preciso. Es de señalar que era muy frecuente que Bach incluyera enigmas en sus obras, así como mensajes cifrados, que con el transcurso del tiempo han sido descubiertos (véase, por ejemplo, el motivo BACH). 
Bach utilizó varios temas en este movimiento. Al inicio usa la melodía del coral Den Tod niemand zwingen kunnt (La muerte no puede nadie conquistar), perfilada en la línea de bajo. Le sigue Christ lag in Todesbanden (Cristo estaba atado a la muerte, pero a través de su muerte rompió esa atadura), coral esencial de la liturgia protestante que finaliza con la palabra Aleluia (este y el anterior pertenecen a la misma cantata, Christ lag in Todes Banden, BWV 4). También se incluye el coral Vom Himmel hoch da komm ich her (De las alturas del cielo, de allí vengo) para simbolizar la esperanza.
La base armónica es el bajo de la Romanesca del Renacimiento, según Larry Salomon, además, tiene el pulso de una Sarabanda, es decir, el acento en el 2º pulso.
Bach emplea una serie de recursos para que, a pesar de que la obra es un tema y variaciones sobre el bajo de la Romanesca, no resulte repetitiva en ningún momento:
- Alterar el ritmo armónico (cambiarlo en el primer o segundo pulso, por ejemplo).
- Oscurecer el IV con el napolitano (compás 39)
- Oscurecer el V con pasajes ambiguos (compás 40)
- Solapar recursos (3ª vez que hace la figuración francesa con la 1ª vez que hace descenso cromático en el bajo (compás 17)
- Cambio de función de los bajos (c. 49-52)
- Intercalar grados entre los bajos principales, en el tercer pulso (compases 49, 65, por ejemplo)
- Alterar variaciones o sets dinámicos, variables, con variaciones ''cuadradas''. Bach consigue el mismo efecto ''episódico que en las fugas: episodios dinámicos que contrastan con los bloques temáticos estables. Un recurso que emplea para ello es el cambio en la textura: de vocal (acórdico) a instrumental
- Emparejar variaciones para que parezcan una sola frase.

Bach esconde el bajo para que no sea obvio. También podemos encontrar la melodía de la Romanesca en la voz superior, marcada en azul
Vemos como para la 2ª variación emplea la figuración ''francesa'' con una melodía ascendente y más tarde alterará el ritmo armónico.
Durante la 4ª variación se produce la primera variante del Bajo mediante una catábasis cromática llamada Passus Duriusculus, símbolo universal en el Barroco del dolor
En la variación 8, aparece la cuarta melodía de la Romanesca escondida en la tercera corchea de los tres primeros compases y en las segunda, tercera y cuarta semicorchea del compás siguiente: sib / la / sol/ fa mi re.
Posteriormente, Bach realiza una variación de lo anterior, ahora utilizando solo semicorcheas. En el compás 39 parece haber llegado a Sol M, pero lo oscurece con el Napolitano. En el compás siguiente, del mismo modo, oscurece la Dominante y en siguiente oscurece el bajo en la que sería la décima variación.
En el c. 48 vemos como difiere la dominante para no darla en el punto preciso.
En el compás 49, en la variación 12, hace cambios en la función junto a una catábasis y mueve el bajo por cuartas (Re, Sol,Do,Fa, Sib, Mi, La). Mientras tanto podemos encontrar la melodía de la Romanesca en la segunda semicorchea de cada compás. En el segundo pentagrama hace la misma armonía por cuartas, pero esta vez junto a una anábasis
En el compás 57, variación 14, aparece claramente el bajo de la Romanesca en la segunda parte del compás. Hasta aquí no aparece, solo teníamos una abstracción de lo que era el bajo. De esta forma, consigue que todo sea más interesante.
En el compás 65 se produce una variación en catábasis de lo ocurrido desde el compás 61, con el bajo por terceras:
Y en el compás 69, la variación en anábasis:
En el compás 77, variación 19, encontramos la variación ''cuadrada'', que armónicamente hace:    // I VII de V // V VII de IV // IV VII // V con 6/4 cadencial V //
En el compás 81 vemos la hipotiposis (ver “Descripción”) del dolor, las notas emparejadas nos indican el uso del tópico ''Suspiratio''. En el compás 86 se aprecia una tonicalización muy marcada del V, y a partir de ese compás, debemos añadir que en el Barroco no se solía tocar en este registro lo que muestra el uso aquí de una Hipérbole: cuando un instrumento pasa de su tesitura, mediante los agudos o los bajos.
En el compás 89, y en lo que sería la variación 22, se vuelve al diatonismo y al contrapunto preciso, a la calma tras la tempestad:
Tras haber llegado a las 30 variaciones del tema, se vuelva a retomar el tema inicial, aunque algunas figuras difieren de las de la exposición. Ahora vamos a tener 15 variaciones en Re m y 15 en Re M. El tema comienza en el compás 125, pero esta oculto y parece que empieza en el 126 (de hecho, el compás 126 es igual que el segundo compás de la obra), También vemos diferencias en el compás 128, que aportan efecto de consecución.
En el compás 153, variación 37, irrumpe el coral ''Vom Himmel Hoch'', coral oculto, según Helga Thoene en 1994.
Llegando al final de la imagen de arriba, podemos observar la variación sobre el Pedal de V, donde también usa notas del Coral de ''Vom Himmel Hoch''. Ese bajo que repite el La, podría hacer referencia a los tambores, según Alexander Silbiger. Esto produciría un efecto similar a la cantata 150 perteneciente a la tradición de las chaconas.
Esta pedal de Dominante acabará con la llegada de una nueva variación del tema inicial, esta vez en Re Mayor:
En el compás 209, variación 51, vuelve a re menor. Aquí realizará variaciones sobre un bajo diatónico. En los últimos cinco compases de este imagen, podemos ver como la melodía del bajo ahora asciende.
En el compás 233, variación 57, se produce un cromatismo interno que da lugar a un passus duriusculus. Durante dos compases este cromatismo avanza descendientemente y durante otros dos, de forma ascendente.
Por último, tras sesenta variaciones, llega el tema de nuevo, esta vez haciendo de Coda, llegando así al final de la obra.

## Recepción de la obra
La Chacona de esta partita es considerada una de las cumbres del repertorio para violín solo, dado que cubre todos los aspectos de la técnica violinística conocidos en la época de Bach, siendo una de las piezas más difíciles compuestas para ese instrumento. Se incluye habitualmente como pieza obligatoria en las competiciones de violín de todo el mundo. 
De esta pieza, llegó a decir Brahms:

«La chacona BWV 1004 es en mi opinión una de las más maravillosas y misteriosas obras de la historia de la música. Adaptando la técnica a un pequeño instrumento, un hombre describe un completo mundo con los pensamientos más profundos y los sentimientos más poderosos. Si yo pudiese imaginarme a mí mismo escribiendo, o incluso concibiendo tal obra, estoy seguro de que la excitación extrema y la tensión emocional me volverían loco.»
 — Johannes Brahms

Ha sido objeto de numerosas transcripciones, especialmente para piano (Ferruccio Busoni) y piano tocado con la mano izquierda (Brahms), también para guitarra (Andrés Segovia), piano y violín (Schumann) y marimba (Rebecca Kite). Se han hecho también transcripciones para órgano y para orquesta completa (en una famosa grabación de 1930 debida a Leopold Stokowski), así como para fagot (Arthur Weisberg).

## En la cultura popular
Esta obra, en especial la Chacona, ha servido de inspiración a artistas musicales de diversos géneros para crear sus propias versiones. Tanto las adaptaciones como las interpretaciones de la pieza original han sido incluidas en multitud de bandas sonoras de películas, programas de televisión, videojuegos, etc.

### Adaptaciones
- 2016 – "Chaconne", tema del álbum Myst3ry del grupo surcoreano de K-pop Ladies' Code que utiliza la Chacona como base.

### Inclusión en bandas sonoras
- 1938 – When Tomorrow Comes, película de John M. Stahl en la que se puede escuchar la Chacona.
- 1978 – Las truchas, film de José Luis García Sánchez en el que también se escucha la Chacona.
- 1992 – Highlander, serie de televisión en cuyo episodio 1x05 "Caída libre (Free fall)" incluye la Chacona.
- 2005 – Bee Season, película en cuya banda sonora figura el movimiento de Chacona.
- 2013 – Warrior, largometraje dirigido por Gavin O'Connor que emplea la partita en su banda sonora.
- 2013 – Gloria, film dirigido por Sebastián Lelio en el que se incluye la Sarabande de esta partita.
- 2013 – CBGB, película de Randall Miller que utiliza la Allemande.
- 2016 – Florence Foster Jenkins, film dirigido por Stephen Frears en el que se puede oír la Sarabande.
- 2019 – American Gods, serie televisiva en cuyo episodio 2x04 "The Greatest Story Ever Told" se puede oír la Chacona.
- 2021 – American Horror Story: Double Feature, serie en cuyo episodio 10x01 "Cape Fear" también suena la Chacona.